# Jože Jan
Jože Jan - Iztok, slovenski obveščevalec, inovator in poslovnež, * 14. februar 1914, Bled, † september 2009.
Jan je sodirektor podjetja Jan in Florjan.

## Odlikovanja in nagrade
Leta 1998 je prejel častni znak svobode Republike Slovenije z naslednjo utemeljitvijo: »za življenjsko delo na področju inovatorstva in s tem za zasluge pri razvoju slovenskega gospodarstva«.